# Refshaleøen

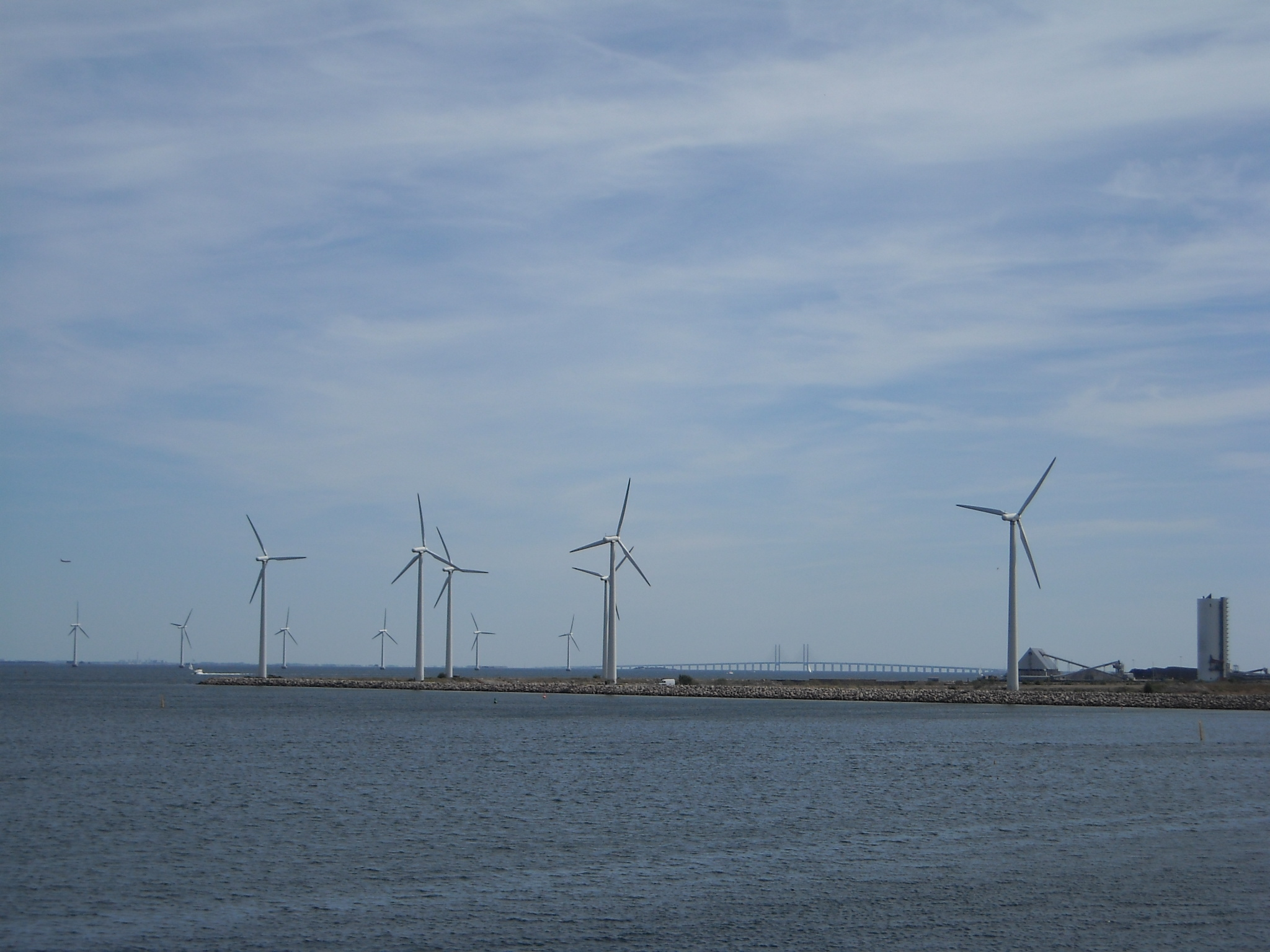
Refshaleøen widziane z Østerbro

Refshaleøen – dawniej wyspa na północno-wschodnim wybrzeżu Kopenhagi, teraz część wyspy Amager. Znajduje się na niej B&W Hallerne. Do lat 90. XX wieku znajdowała się tu stocznia Burmeister & Wain.

## Położenie
Znajduje się w północno-wschodniej części Kopenhagi.